# عبد القادر محمد نور
عبد القادر محمد نور (بالصومالية: C/qaadir Maxamed Nuur)‏ سياسي صومالي، شغل منصب وزير العدل في الحكومة الفيدرالية الصومالية في الفترة ما بين 24 أكتوبر 2020 و 26 ديسمبر 2021، ويشغل حاليا منصب وزير الدفاع.
شغل عبد القادر محمود نور سابقا منصب نائب مدير وكالة المخابرات والأمن الوطني، والقائم بأعمال المدير بعد استقالة المدير السابق حسن عثمان حسين في 13 أكتوبر 2018 وحتى 22 أغسطس 2018 حيث تم تعيين فهد ياسين مديرا عاما للجهاز.
شغل عبد القادر منصب المستشار الأول والقائم بالأعمال،  في سفارة جمهورية الصومال الفيدرالية في تركيا والمستشار الأول لرئيس مجلس النواب. وكان دوره الرئيسي تقديم المشورة لرئيس مجلس النواب وكذلك تحديد وتحليل المشكلات الفنية أو التحديات التي قد تواجه رئيس المجلس وتقديم التوصيات وفقًا لذلك.
خلال فترة عمله في العاصمة التركية أنقرة، شغل منصب السكرتير الأول في السفارة الصومالية في الفترة ما بين 2012 و2016، والسكرتير الثاني في السفارة في الفترة ما بين 2009 و2012، قبل انضمامه إلى وزارة الخارجية،  عمل عبد القادر أيضا رئيسا للأمن في القصر الرئاسي الصومالي "فيلا الصومال".
حصل نور على درجة البكالوريوس في العلاقات الدولية في قسم العلوم السياسية من جامعة أنقرة المعروفة باسم Mekteb-i Mülkiye، وتعتبر أكثر جامعات العلوم السياسية شهرة في تركيا.
ويجيد اللغات الصومالية والإنجليزية والتركية بطلاقة.